# Malleostemon
Malleostemon é um género botânico pertencente à família Myrtaceae.

## Espécies
- Malleostemon hursthousei (W.Fitzg.) J.W.Green
- Malleostemon minilyaensis J.W.Green
- Malleostemon pedunculatus J.W.Green
- Malleostemon peltiger (S.Moore) J.W.Green
- Malleostemon roseus (E.Pritz.) J.W.Green
- Malleostemon tuberculatus (E.Pritz.) J.W.Green